# Ebersbach-Neugersdorf
Ebersbach-Neugersdorf (górnołuż. Habrachćicy-Nowe Jěžercy) – miasto w Niemczech, w kraju związkowym Saksonia, w okręgu administracyjnym Drezno, w powiecie Görlitz. Powstało 1 stycznia 2011 z połączenia dwóch miast Ebersbach/Sa. oraz Neugersdorf.

## Współpraca
Miejscowości partnerskie dzielnicy Neugersdorf:
- Gründau, Hesja
- Krapkowice, Polska